# 野蒜駅

野蒜駅付近の路線図

野蒜駅（のびるえき）は、宮城県東松島市野蒜ケ丘一丁目にある、東日本旅客鉄道（JR東日本）仙石線の駅である。高城町駅から東北本線へ直通する仙石東北ラインの列車も停車する。
元々は、奥松島・野蒜海岸の観光開発のために設置された駅だったが、2011年（平成23年）3月11日に発生した東北地方太平洋沖地震（東日本大震災）の津波の被害を受けて使用不可となり、仙石線の内陸移設に合わせて海抜22メートルの新駅舎に移転した。

## 歴史
野蒜村と宮戸村（両村とも現東松島市）との間には宮戸島を陸繋島とする陸繋砂州「洲崎浜」（須崎浜）があり、太平洋・仙台湾（石巻湾）に面していながら波が穏やかだった洲崎浜に宮城電気鉄道（現JR仙石線）初代社長の山本豊次が目を付けて海水浴場の観光開発を計画し、1928年（昭和3年）に「野蒜駅」が設置された。場所は、鳴瀬川河口に建設された野蒜築港と松島湾とを結ぶ東名運河沿い。
1931年（昭和6年）に、兵庫県神戸市の須磨海水浴場にならい、「東北須磨駅」に改称した。海水浴場は宮電直営で「野蒜不老山海水浴場」（現野蒜海水浴場）と呼ばれ、砂浜には「野蒜海水浴プール」も設置した。また、駅前には宮電直営のホテルや、長寿館という名称のキャバレーも開業した。宮電はさらに「東北須磨バンガロー村」も設置している。
1944年（昭和19年）の国有化時に、現在の駅名に戻された。
日本三景・松島は当線松島海岸駅がある松島町が観光面での中心地となっており、仙台市から見て同町の先（奥）に当駅はある。そのため当駅がある鳴瀬町（当時）の日本三景・松島の観光地区（東名浜、野蒜海岸、宮戸島など）は「奥松島」と呼ばれるようになった。1980年代になると、町は当駅を奥松島駅に改称すべきかどうかを訊く住民アンケートを実施したが、改称には至らなかった。
2011年（平成23年）3月11日に発生した東北地方太平洋沖地震（東日本大震災）の津波によって大きな被害を受け、当駅そのものが無期限の営業休止となった。震災翌年には、不通区間のうち陸前大塚駅から陸前小野駅までについては線路を内陸に移設して復旧する事案が決定し、これに含まれる野蒜駅についても従来よりも約500メートル内陸部に新設される計画が発表され、2015年度（平成27年度）内の全線復旧を目標として工事をすることが2012年（平成24年）1月にJR東日本から発表となった。
2015年（平成27年）5月30日より、新線が開業し、営業を再開した。

### 年表
- 1928年（昭和3年）4月10日：宮城電気鉄道の野蒜駅として宮城県桃生郡野蒜村（北緯38度22分30.2秒 東経141度9分35.8秒 / 北緯38.375056度 東経141.159944度）に開業[6]。
- 1931年（昭和6年）10月23日：東北須磨駅（とうほくすまえき）に改称[6]。
- 1944年（昭和19年）5月1日：宮城電気鉄道の国有化により[6]、運輸通信省の駅となる。同時に野蒜駅に改称[6]。
- 1955年（昭和30年）5月3日：野蒜・小野・宮戸の3村合併により、住所が宮城県桃生郡鳴瀬町になった。
- 1962年（昭和37年）4月1日：貨物の取り扱いを廃止[6]。
- 1970年（昭和45年）
  - 7月1日：荷物の扱いを廃止[6]。
  - 9月1日：自動券売機を設置[新聞 3]。
- 1987年（昭和62年）4月1日：国鉄分割民営化により、東日本旅客鉄道（JR東日本）の駅となる[6]。
- 1996年（平成8年）4月1日：鉄筋コンクリート造り2階建てで、新駅舎と合築した鳴瀬町の施設「奥松島観光情報センター」（愛称「Nマップ」。鳴瀬町野蒜字北余景56番36）がオープン[注 6][7][8][新聞 4]（オープニングセレモニーは4月6日に開催[新聞 4]。延床面積580.89平方メートルのうち、JR東日本所有が121.36平方メートル、町所有が459.53平方メートル[7][9]。町所有部分については奥松島公社（1994年〈平成6年〉1月21日設立）が当初から運営[7]。
- 2003年（平成15年）10月26日：ICカード「Suica」の利用が可能となる[報道 1]。
- 2005年（平成17年）
  - 4月1日：鳴瀬・矢本の2町合併により、住所が宮城県東松島市野蒜字北余景84になった。
  - 4月1日：駅業務をJR東日本東北総合サービスに委託。
- 2011年（平成23年）
  - 3月11日：東北地方太平洋沖地震（東日本大震災）が発生。上下線ともに発車後すぐだったが構内には数人の利用客がおり、駅員の誘導により駅舎の屋上へ避難した[10]。地震に伴う津波により駅舎の1階部分が浸水[10]、構内は甚大な被害を受けた。当駅付近でも自衛隊の捜索活動を開始[11]。
  - 4月5日：仙石線代行バスが石巻駅と松島駅（東北本線）との間で運行を開始[12]。不通区間の仙石線各駅前に停留場が設置されたが、当駅には停留所は設置されなかった。
  - 4月19日：小鶴新田駅 - 東塩釜駅の区間が運行再開したのを機に、代行バスの運行区間が東塩釜 - 石巻に変更された（仙石線の運転再開区間に合わせて代行バスの運行区間は順次変更）[12]。同日より野蒜駅前にも停留所設置。
  - 4月21日 - 29日：アメリカ軍の「トモダチ作戦」の一環として、自衛隊と在日米軍共同で野蒜駅および東名駅周辺の瓦礫撤去作業をする「ソウルトレイン作戦」が実施された[11][新聞 5]。
- 2012年（平成24年）
  - 1月26日：東日本旅客鉄道仙台支社が、100億円以上の費用をかけて当駅付近区間を内陸移設し、JR仙石線を2015年度（平成27年度）中にも全線復旧すると発表した[新聞 2]。
  - 6月20日：野蒜地区の防災集団移転促進事業のため松島丘陵の東端部を造成して新市街地を形成し、仙石線内陸移設および野蒜駅・東名駅の両駅を移転する「石巻広域都市計画事業野蒜北部丘陵地区被災市街地復興土地区画整理事業」を決定[13][14]。
  - 10月25日：野蒜北部丘陵地区被災市街地復興土地区画整理事業に着手[15]。
- 2014年（平成26年）
  - 5月29日：県の被災地域交流拠点施設整備事業の補助金を受け、当駅と合築している「奥松島観光情報センター」（Nマップ）を改修して「野蒜地域交流センター」（東松島市野蒜字北余景56番36）を設置し、その1階に「ファミリーマート東松島野蒜駅店」が開店[報道 2][新聞 6][新聞 7]。
  - 6月：「野蒜地域交流センター」の2階に多目的スペースが完成[10]。
- 2015年（平成27年）
  - 3月14日：営業再開に先立ち、この日より営業キロを移設後のものに変更[報道 3]。
  - 4月21日：新しい高台駅舎がマスコミに公開された[新聞 8]。
  - 5月29日：代行バスの運行を終了。
  - 5月30日：従前より内陸高台に位置する東松島市野蒜字後沢（当時。北緯38度22分43.8秒 東経141度9分23.8秒）に移設して営業を再開。同日営業開始となる仙石東北ラインは快速のみ停車となる[報道 4]。
- 2016年（平成28年）10月1日：旧駅舎を改修（整備費：約4000万円）した「震災復興伝承館」が開館した[新聞 9]。
- 2019年（平成31年）2月末：旧駅舎1階に入居していた「ファミリーマート東松島野蒜駅店」が契約期間満了により閉店。退去部分は震災復興伝承館の拡充に充てられる[新聞 10]。
- 2022年（令和4年）3月12日：駅員が終日不在となる。
- 2024年（令和6年）10月1日：えきねっとQチケのサービスを開始[1][報道 5]。

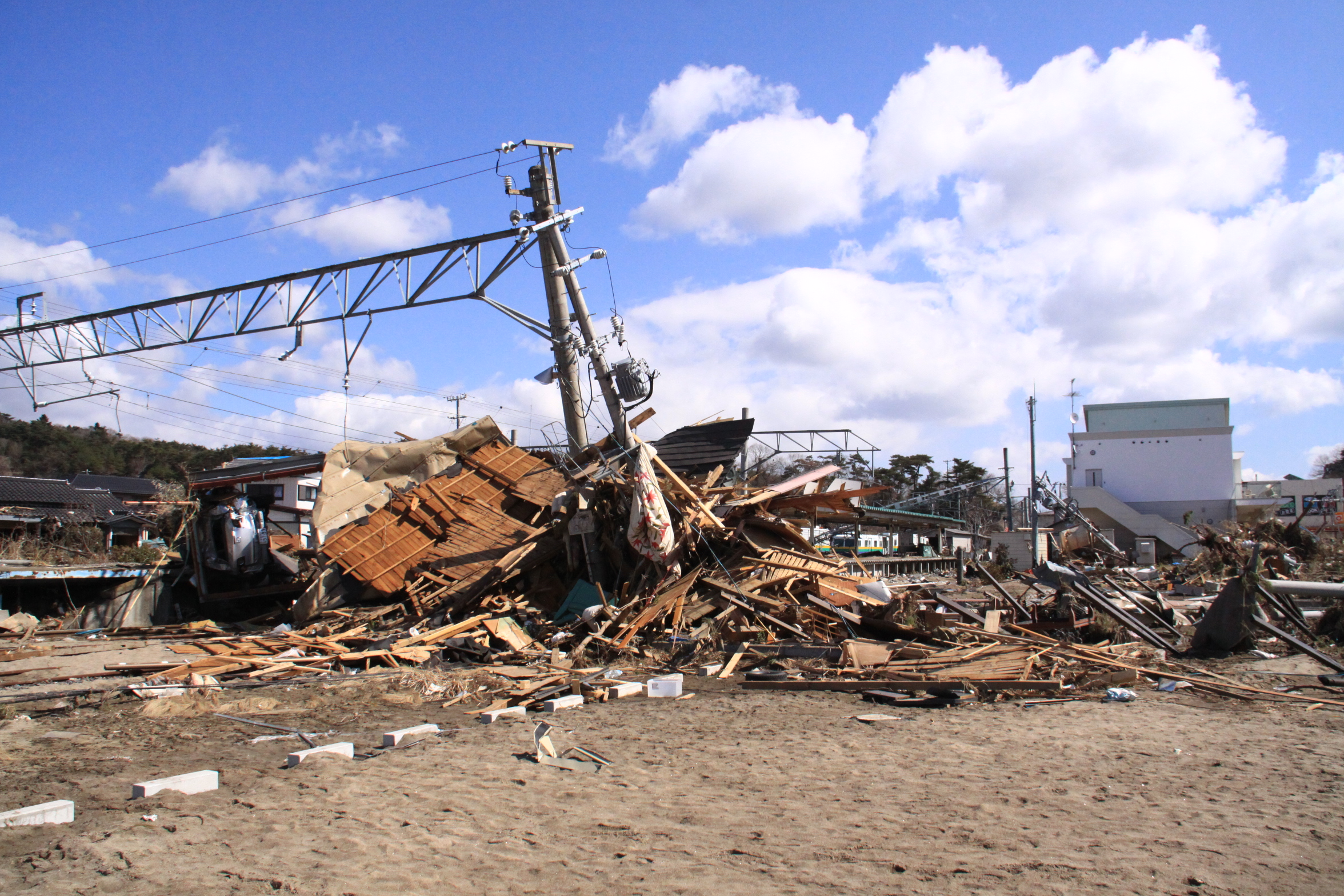
西側から見た旧・野蒜駅。線路は流されてきた家屋や車両の残骸で塞がれている（2011年3月）
旧駅のホーム駅名標と、右奥に見える新駅舎（2016年1月）

## 駅構造

### 現駅舎
島式ホーム1面2線を有する地上駅で、ホームと駅舎が歩道橋で連絡しているほか、トイレやエレベーターも整備されている。
当駅は、国内有数の景勝地として知られる松島に位置しており、文化財保護法による特別名勝の保存管理を受けるため、「人々が集い行き交う船宿のような町の拠点、復興のシンボル」をコンセプトに、切妻屋根や外壁の配色を木材と土壁をイメージした配色、和風の格子窓を採用した。同じく高台移転した東名駅と同じく、ロータリーと市内在住者向けのパーク&ライド予約型駅前駐車場が整備されている。
無人駅（石巻駅管理）で、自動券売機と簡易Suica改札機が設置されている。

#### のりば
線路は1線スルー式になっており、対向列車がない場合は、基本的に上下ともに2番線を使用する。なお、仙石東北ラインの特別快速（当駅通過）は2番線を通過する。
| 番線 | 路線                            | 方向 | 行先               |
| ---- | ------------------------------- | ---- | ------------------ |
| 1・2 | ■仙石線 （■仙石東北ライン含む） | 下り | 石巻方面           |
| 1・2 | ■仙石線                         | 上り | 松島海岸・仙台方面 |
| 1・2 | ■仙石東北ライン                 | 上り | 塩釜・仙台方面     |

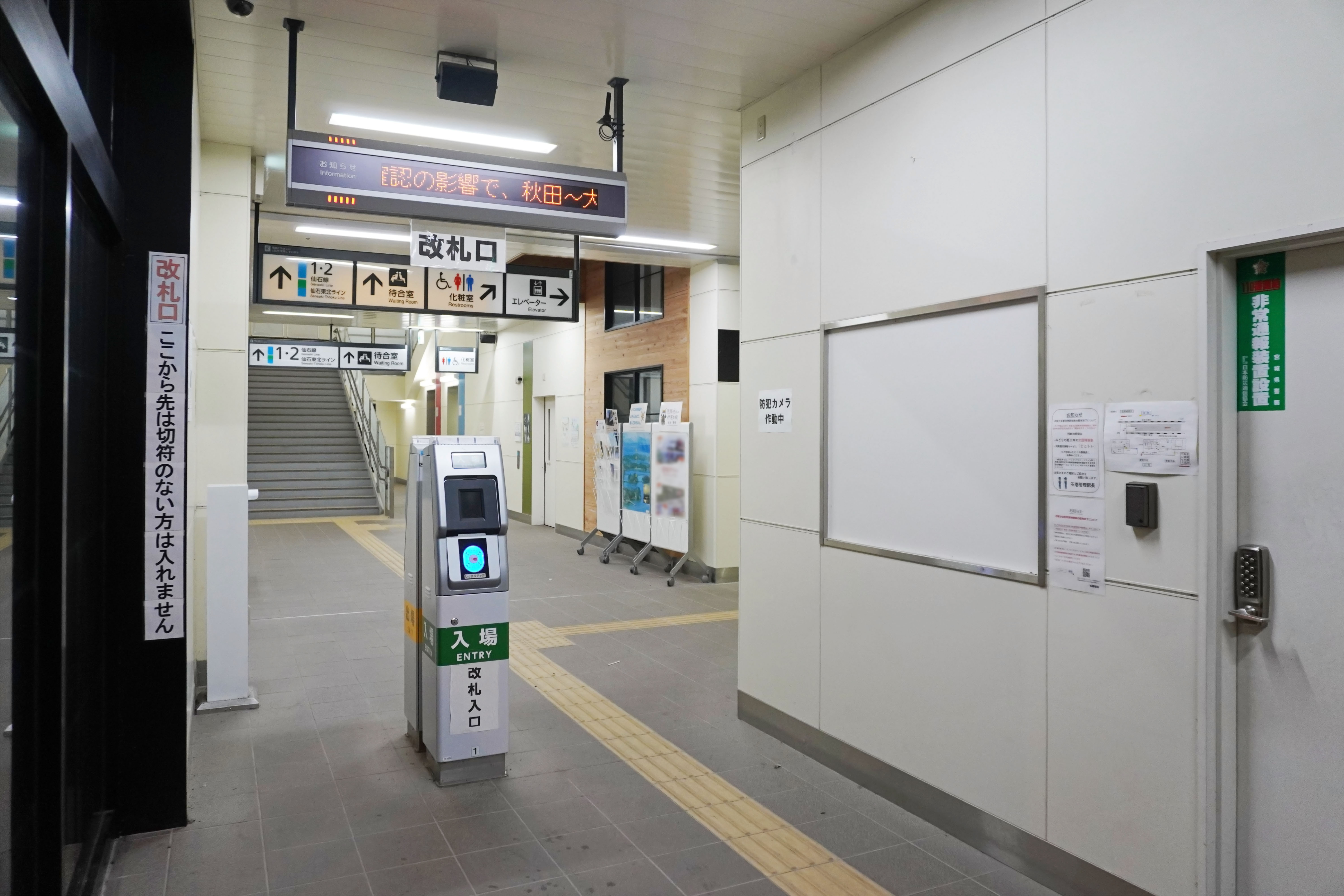
改札口（2023年8月）
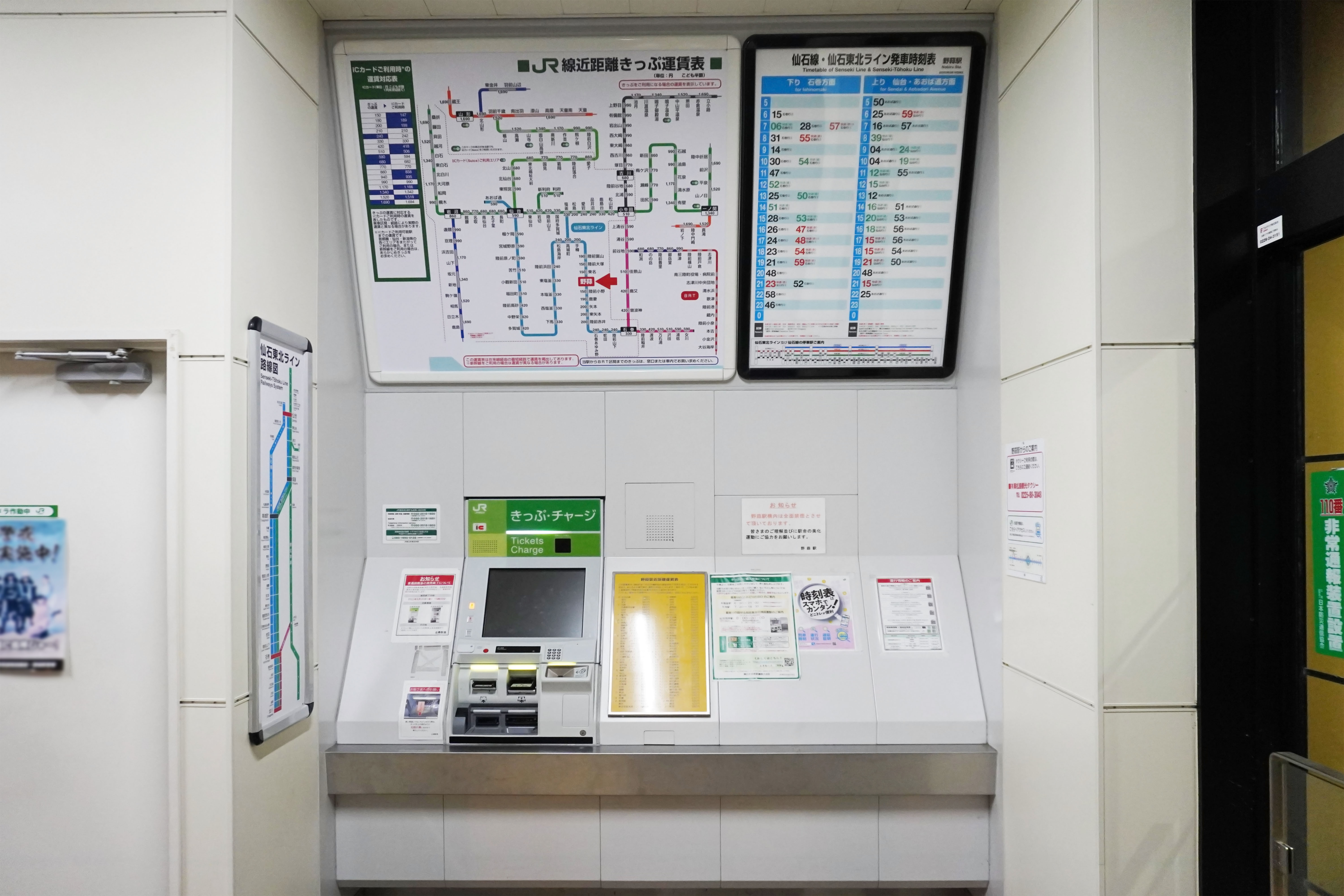
自動券売機（2023年8月）
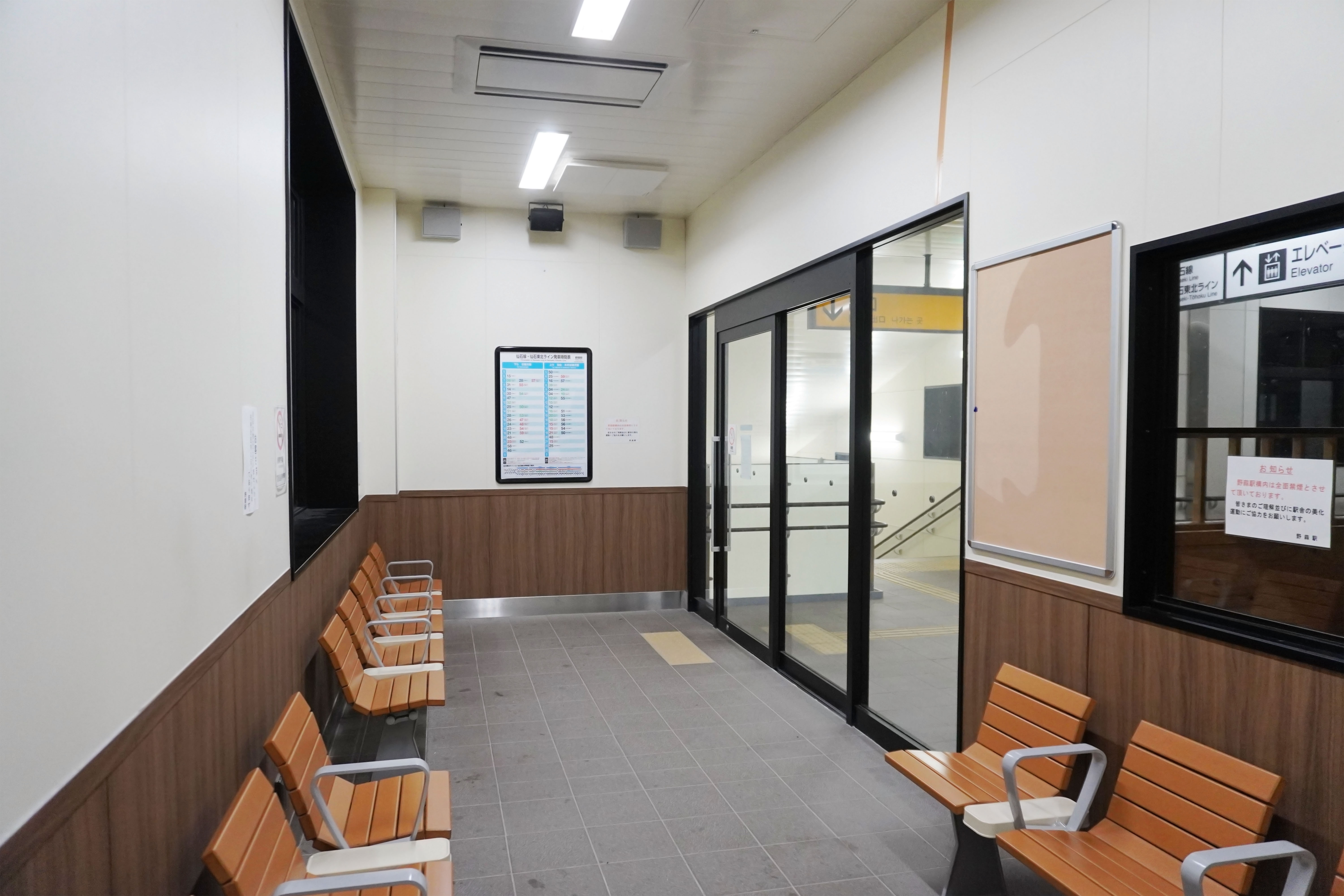
待合室（2023年8月）
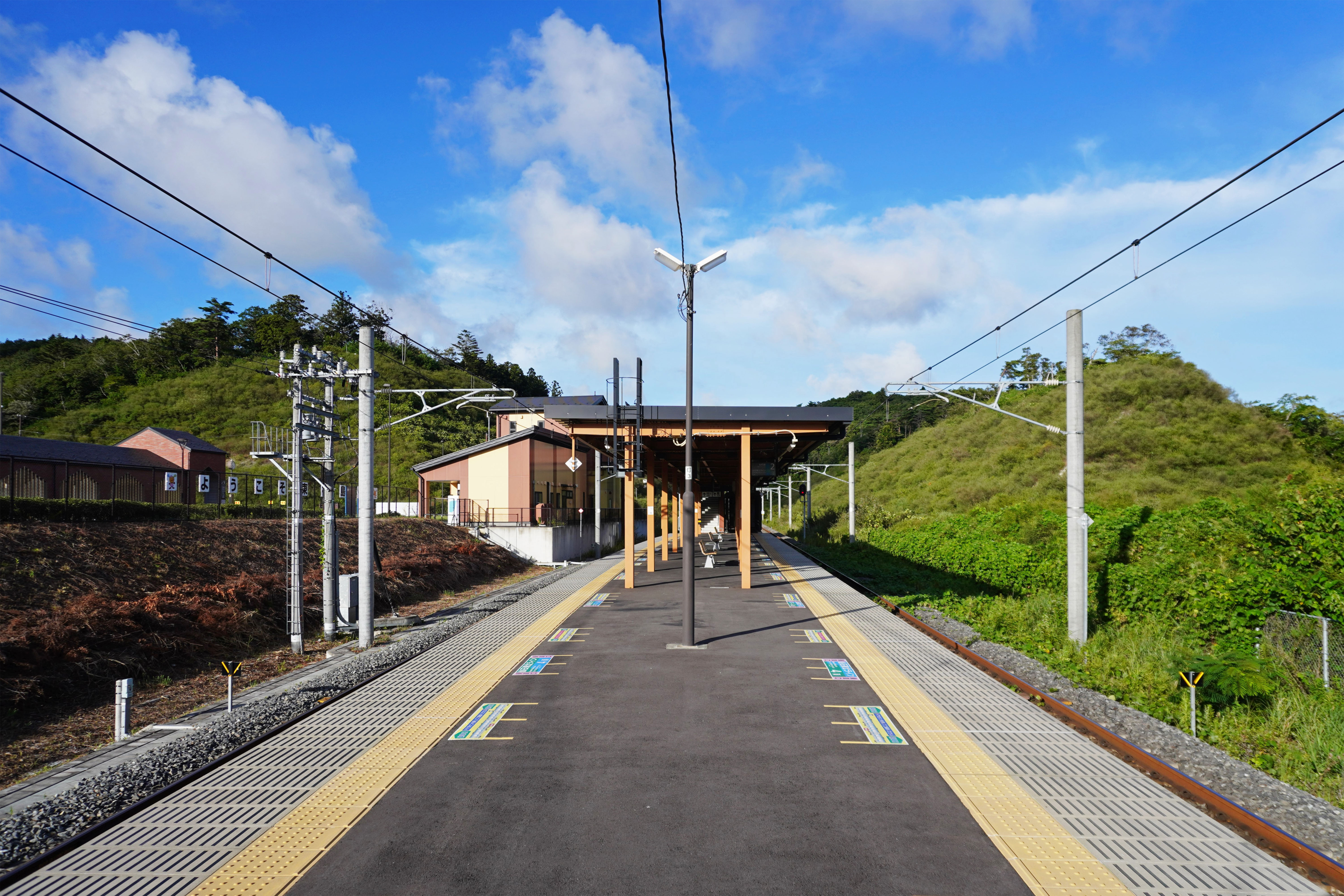
ホーム（2023年8月）

### 震災前の旧駅舎
島式ホーム1面2線を有する地上駅であり、ホームへは構内踏切で連絡していた。南側の駅舎に近い線路が1番線で、線形は2番線側が直線の1線スルー構造であった。
駅舎内に奥松島観光情報センター（Nマップ）が併設されていた。
2015年（平成27年）5月29日まで松島海岸駅と矢本駅を結んでいた代行バス停留所は、駅舎前および道路上に設置されていた。また、2015年（平成27年）8月8日に東松島市の阿部秀保市長（当時）は旧駅舎のプラットホームについて、震災遺構としての保存方針を示した。
なお、旧駅舎と合築されていた「奥松島観光情報センター」（Nマップ）は改修され、観光交流拠点「野蒜地域交流センター」となり、1階部分に「ファミリーマート東松島野蒜駅店」が開店（「ファミリーマート」は2019年2月末で閉店）、2階部分は多目的スペースとして利用されている。
2016年（平成28年）10月1日に、旧駅舎は「震災復興伝承館」としてオープンした。1階部分は交流スペース、2階部分ではパネル展示や震災関連映像の放映などが行われる。

震災前後の旧ホーム
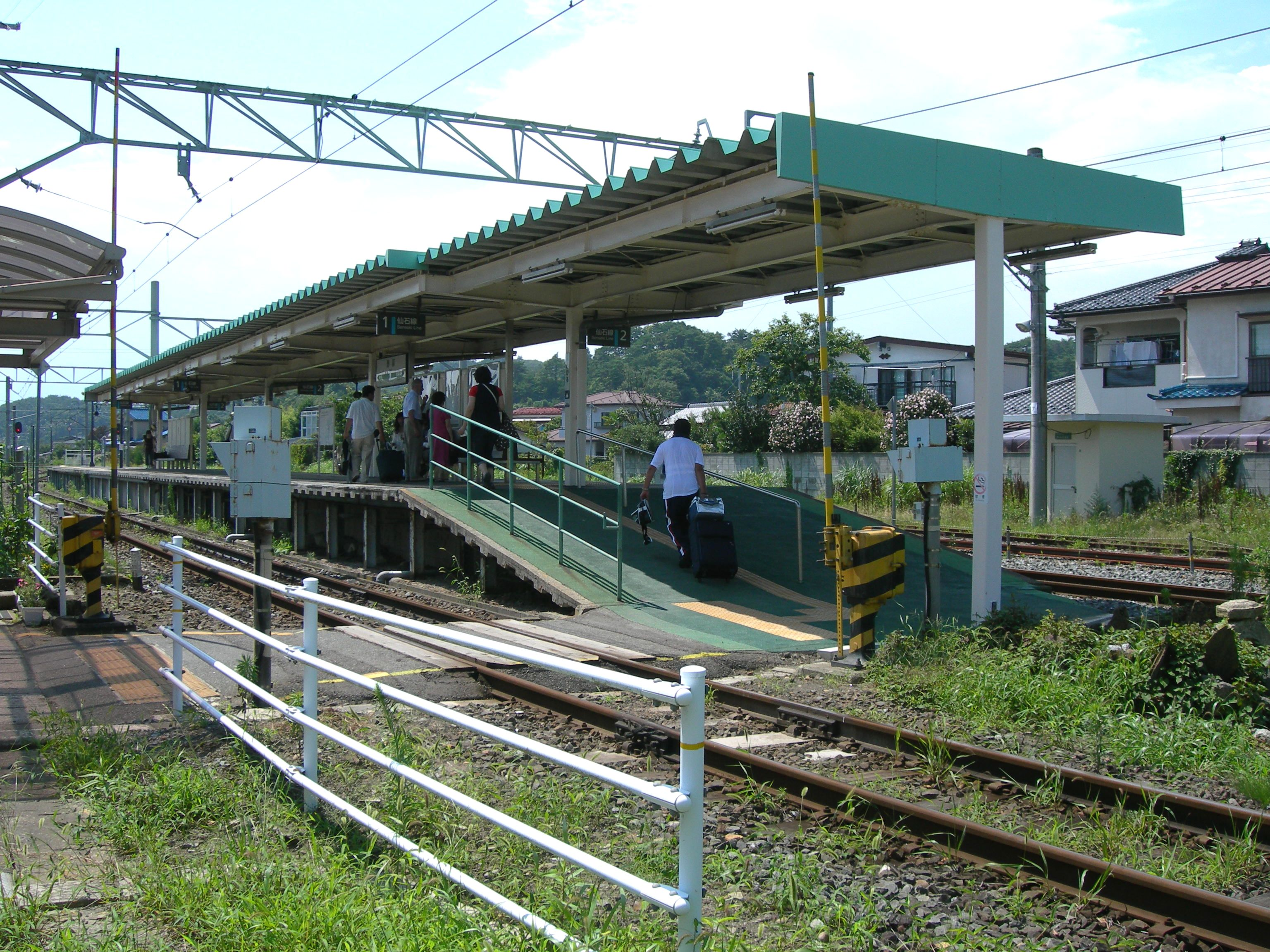
震災前の旧ホーム（2009年7月）
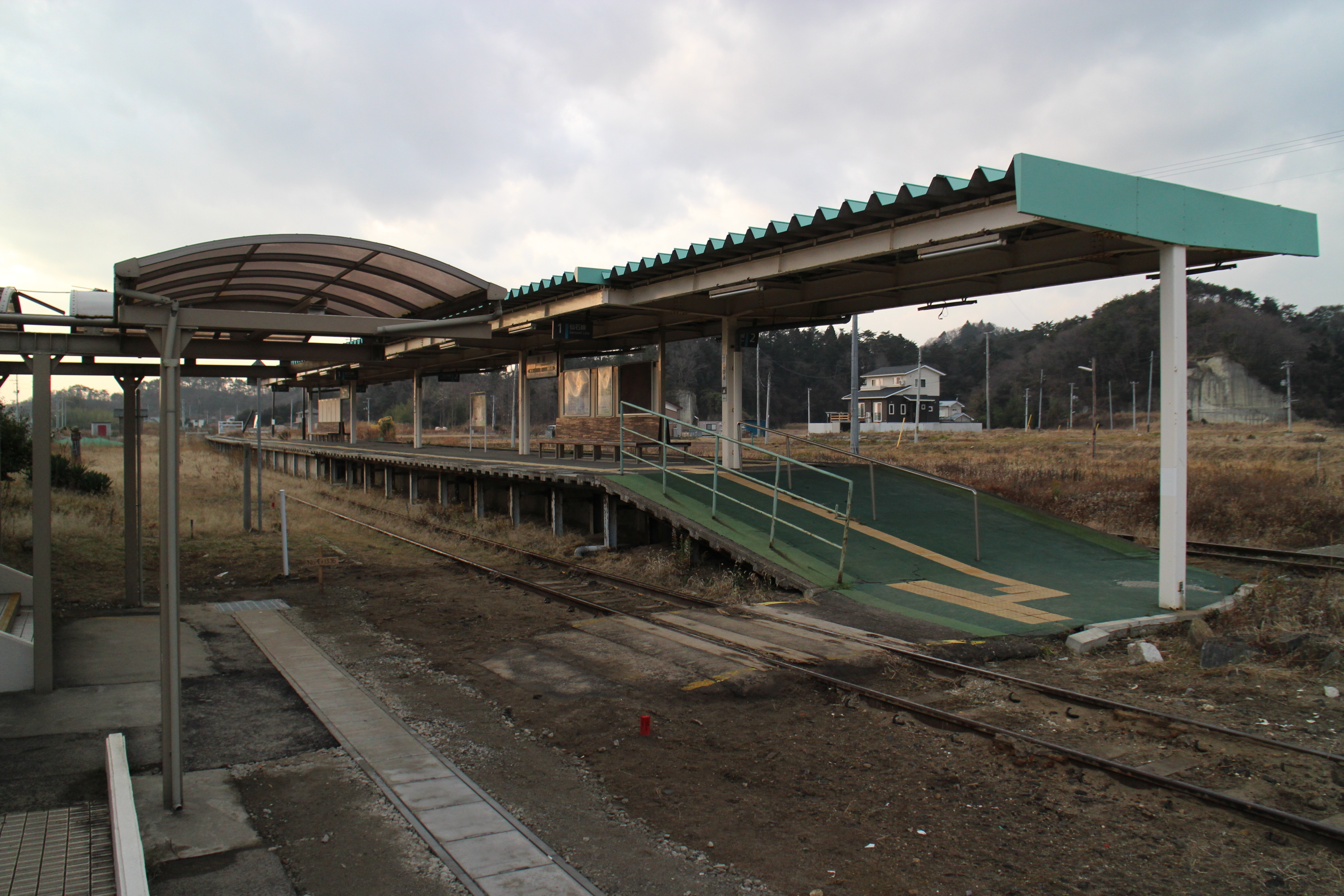
震災後の旧ホーム（2016年1月）
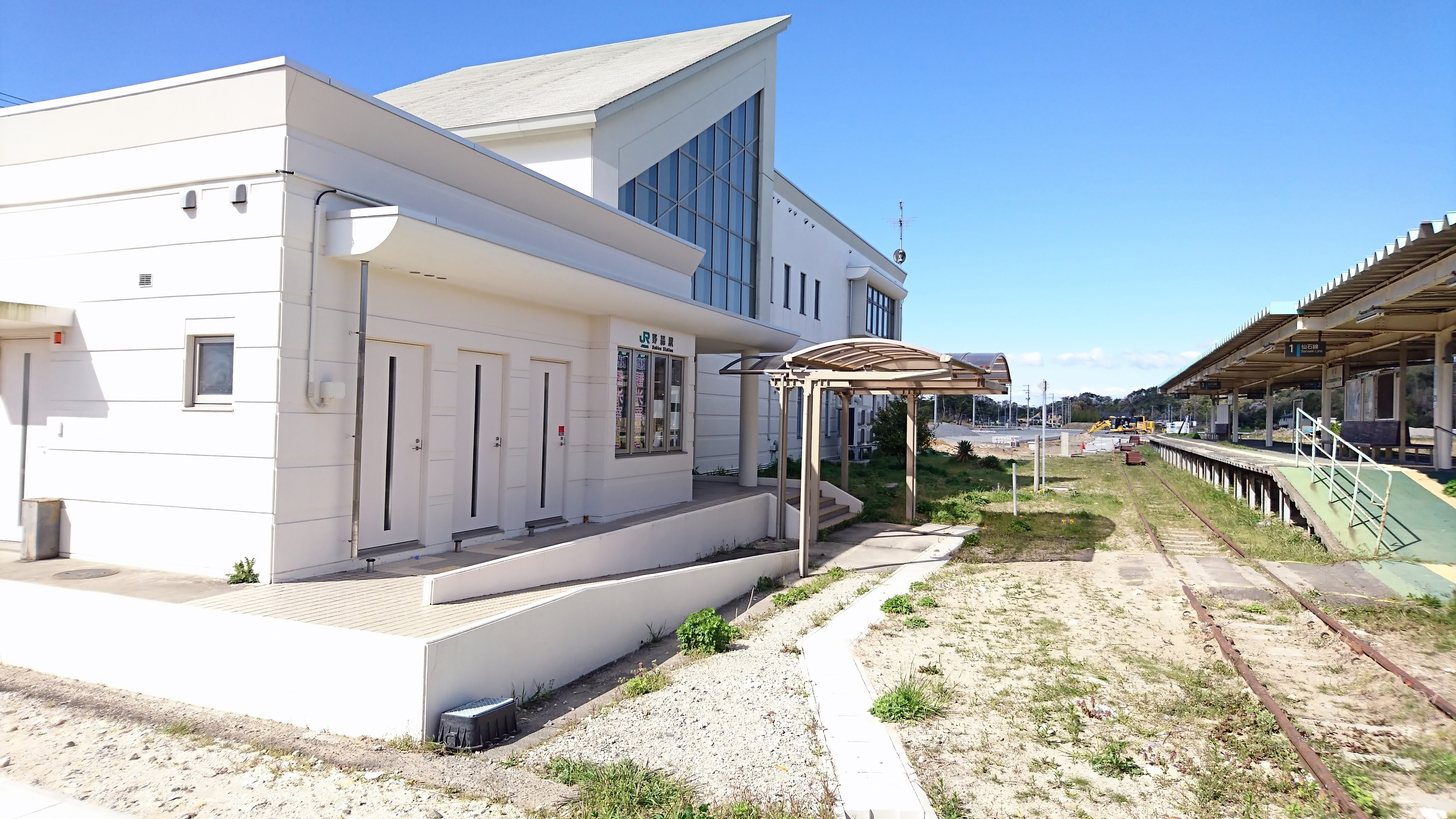
旧ホームと旧駅舎（2020年5月）

東名運河に架かる不老橋より撮影した旧駅舎およびNマップ
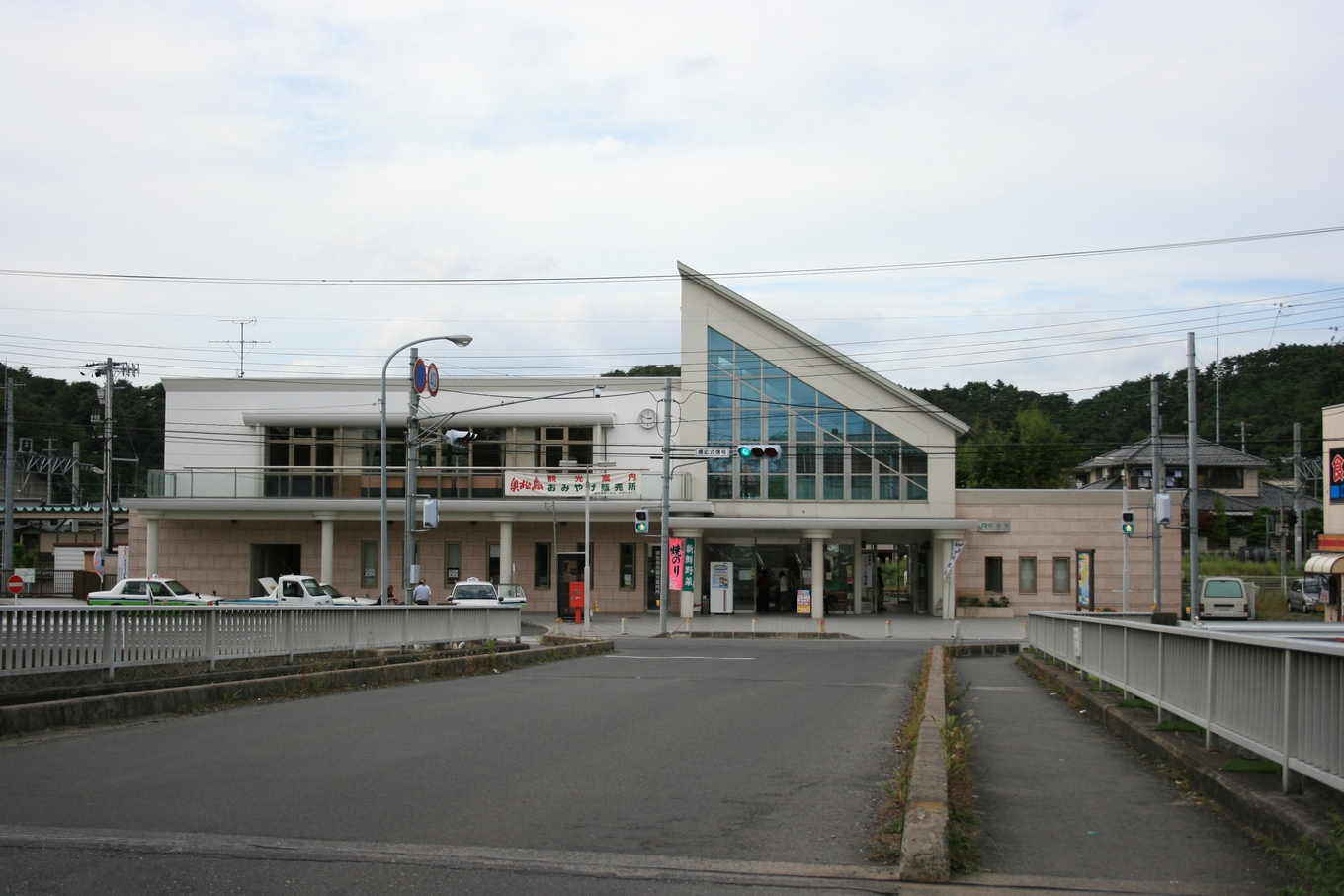
震災前の旧駅舎（2007年9月）
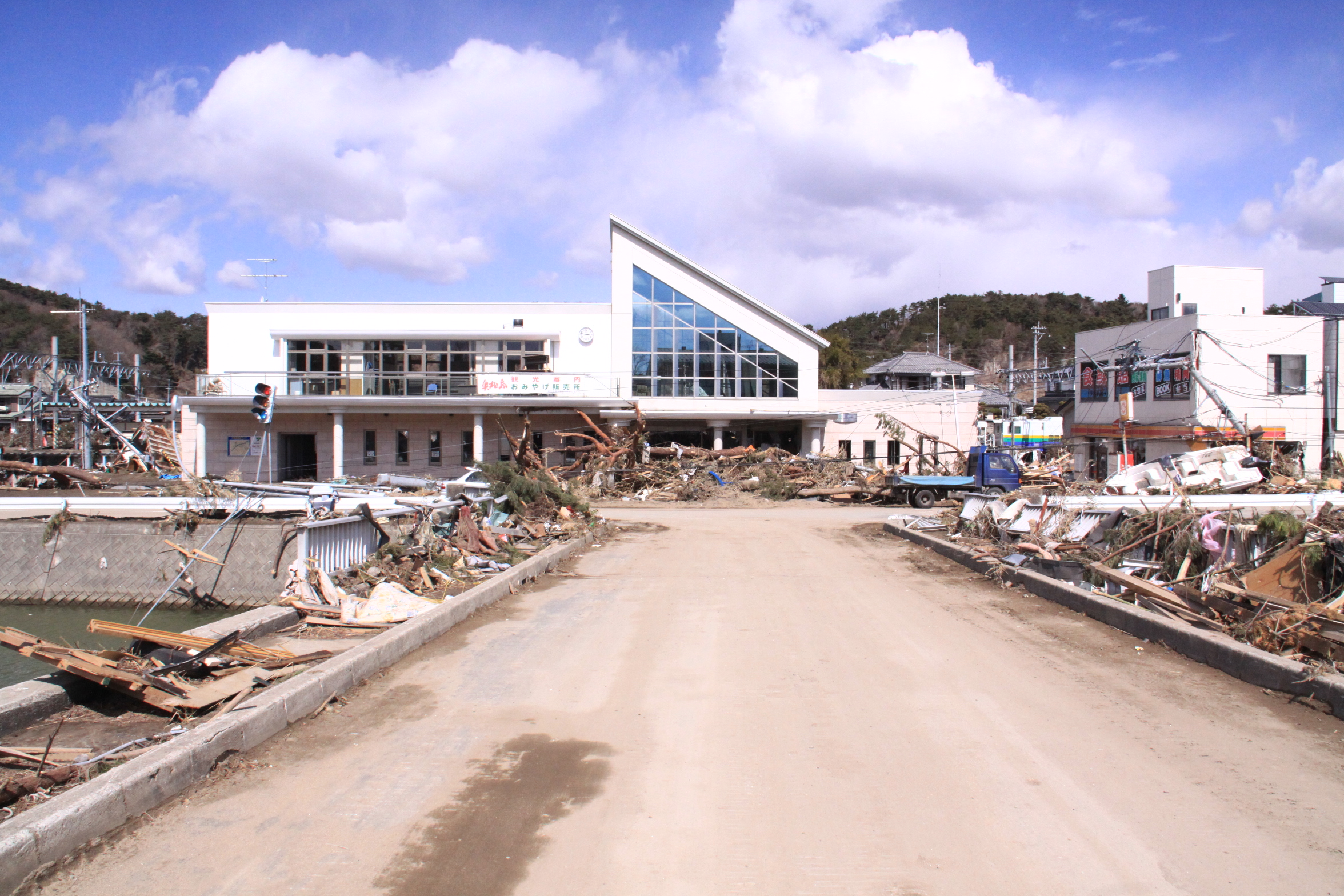
震災後の旧駅舎（2011年3月）
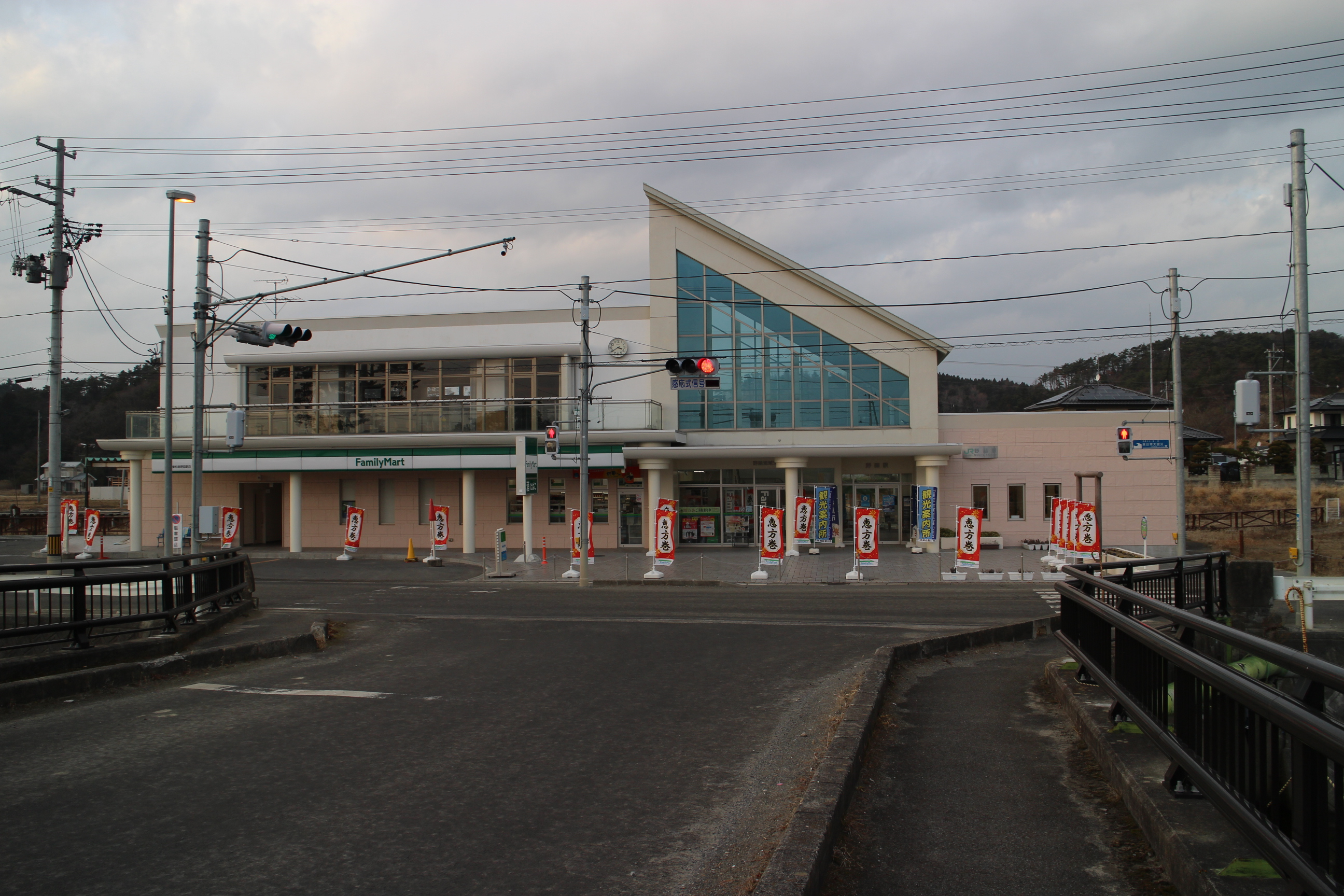
野蒜地域交流センターとファミリーマート東松島野蒜駅店に転用（2016年1月）
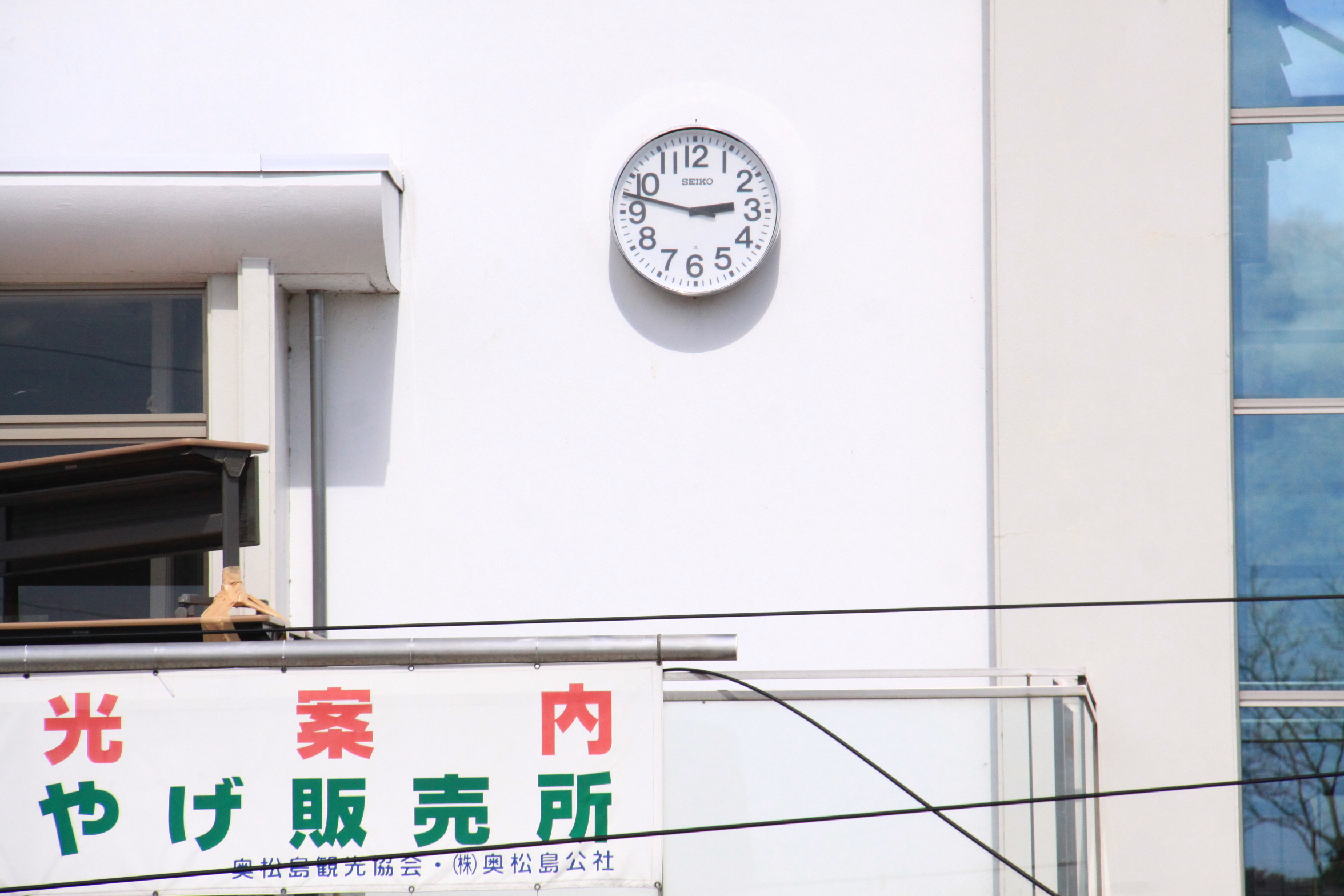
東北地方太平洋沖地震の発生時刻で停止した旧駅舎およびNマップの時計（2011年3月）
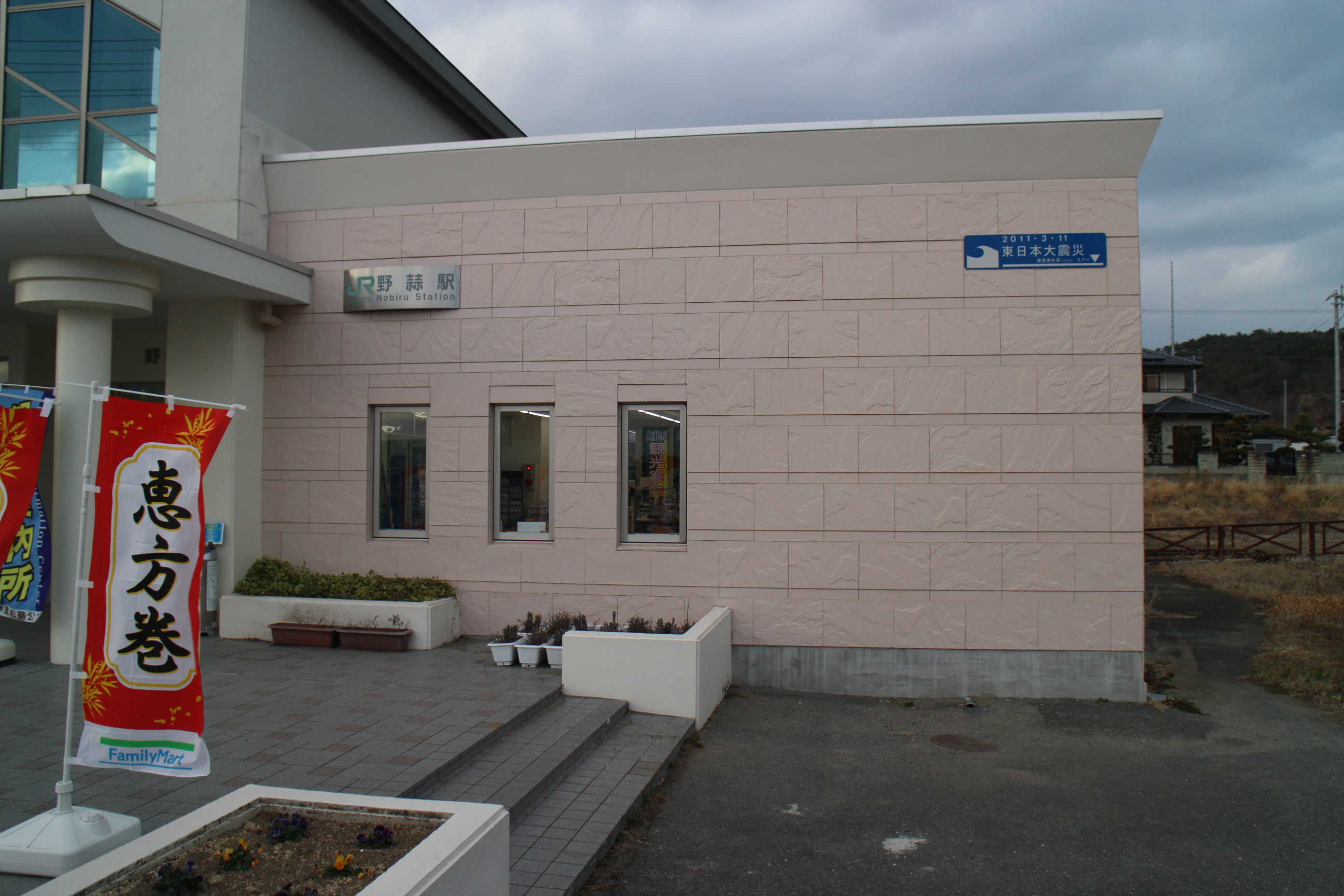
旧駅舎に残る駅名標示と到達した津波の高さを記した標示（2016年1月）

## 利用状況
JR東日本によると、2000年度（平成12年度）- 2020年度（令和2年度）の1日平均乗車人員の推移は以下のとおりであった。
| 1日平均乗車人員推移 | 1日平均乗車人員推移 | 1日平均乗車人員推移 | 1日平均乗車人員推移 | 1日平均乗車人員推移 |
| 年度                | 定期外              | 定期                | 合計                | 出典                |
| ------------------- | ------------------- | ------------------- | ------------------- | ------------------- |
| 2000年（平成12年）  |                     |                     | 727                 | [ 利用客数 1 ]      |
| 2001年（平成13年）  |                     |                     | 718                 | [ 利用客数 2 ]      |
| 2002年（平成14年）  |                     |                     | 701                 | [ 利用客数 3 ]      |
| 2003年（平成15年）  |                     |                     | 663                 | [ 利用客数 4 ]      |
| 2004年（平成16年）  |                     |                     | 627                 | [ 利用客数 5 ]      |
| 2005年（平成17年）  |                     |                     | 617                 | [ 利用客数 6 ]      |
| 2006年（平成18年）  |                     |                     | 579                 | [ 利用客数 7 ]      |
| 2007年（平成19年）  |                     |                     | 571                 | [ 利用客数 8 ]      |
| 2008年（平成20年）  |                     |                     | 527                 | [ 利用客数 9 ]      |
| 2009年（平成21年）  |                     |                     | 493                 | [ 利用客数 10 ]     |
| 2010年（平成22年）  |                     |                     | 478                 | [ 利用客数 11 ]     |
| 2011年（平成23年）  | 非公表              | 非公表              | 非公表              |                     |
| 2012年（平成24年）  | 4                   | 23                  | 27                  | [ 利用客数 12 ]     |
| 2013年（平成25年）  | 4                   | 18                  | 23                  | [ 利用客数 13 ]     |
| 2014年（平成26年）  | 4                   | 18                  | 23                  | [ 利用客数 14 ]     |
| 2015年（平成27年）  | 32                  | 45                  | 77                  | [ 利用客数 15 ]     |
| 2016年（平成28年）  | 33                  | 63                  | 96                  | [ 利用客数 16 ]     |
| 2017年（平成29年）  | 49                  | 98                  | 147                 | [ 利用客数 17 ]     |
| 2018年（平成30年）  | 62                  | 135                 | 197                 | [ 利用客数 18 ]     |
| 2019年（令和元年）  | 60                  | 153                 | 213                 | [ 利用客数 19 ]     |
| 2020年（令和02年）  | 36                  | 120                 | 157                 | [ 利用客数 20 ]     |

一日平均乗車人員（単位：人/日）

## 駅周辺

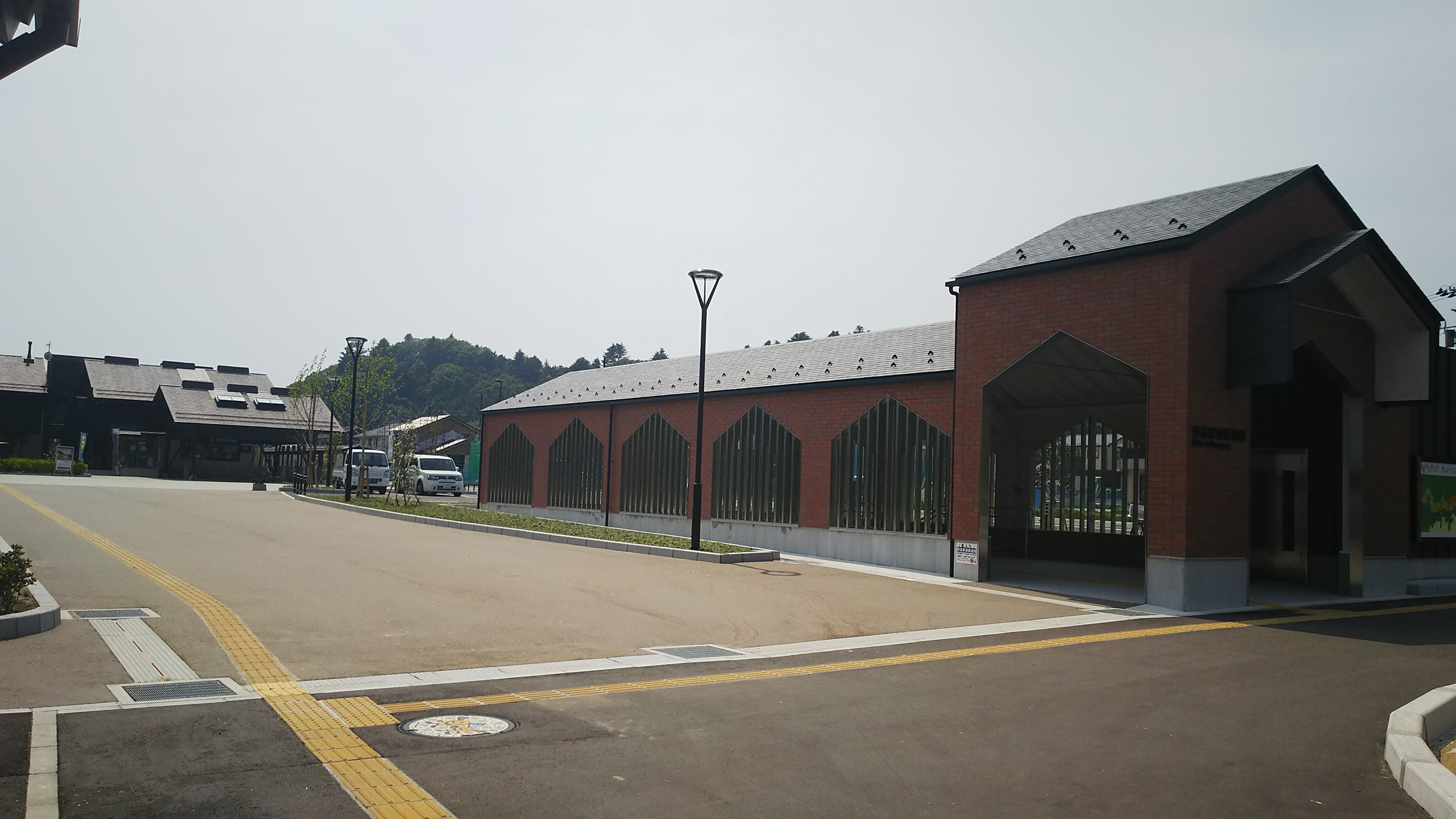
奥松島観光物産交流センター（左）と、野蒜駅連絡通路入口

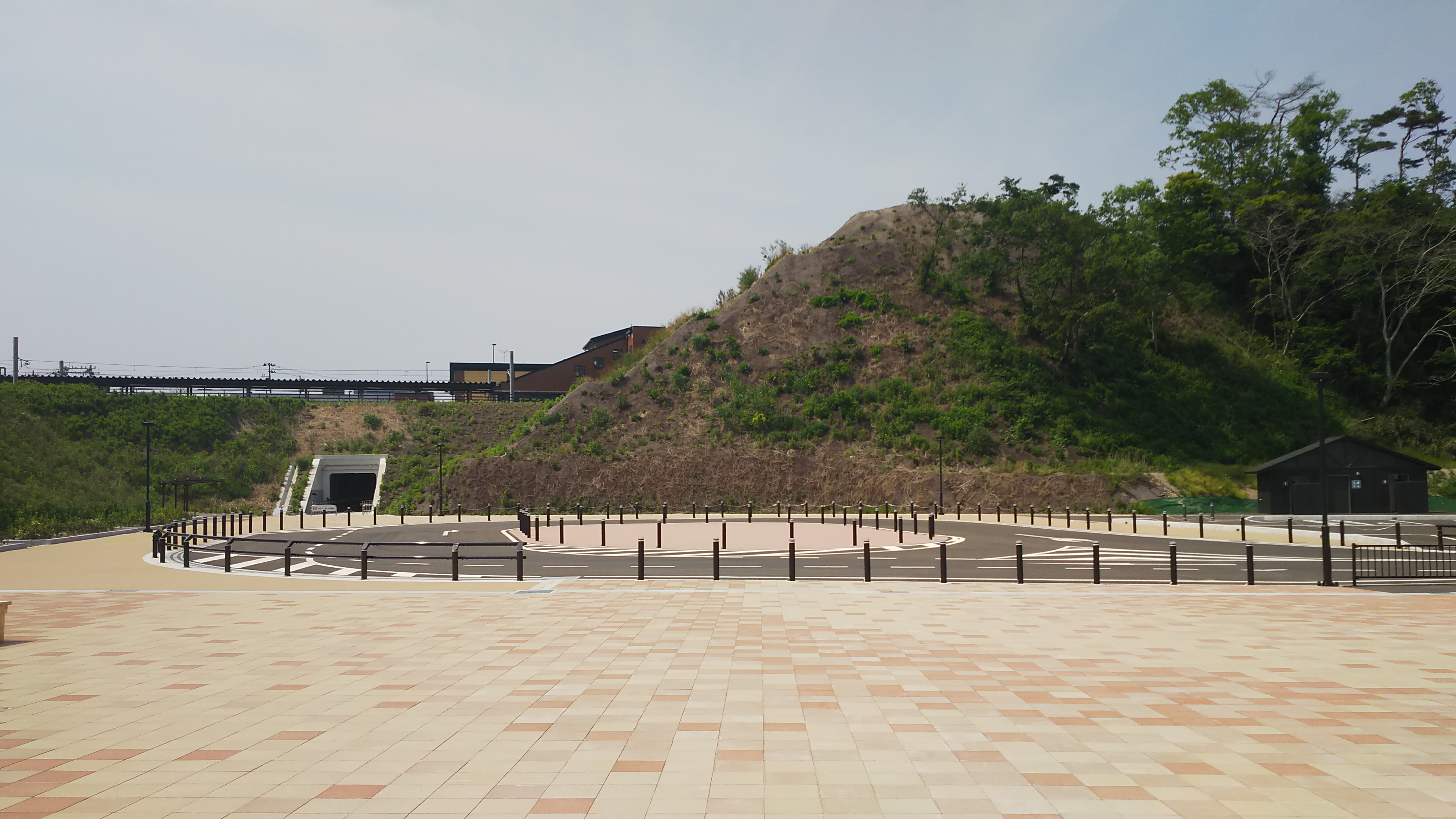
駅南側ロータリー
トンネルは、連絡通路の南側入口

### 現駅舎周辺
- 東松島市 奥松島観光物産交流センター
- 野蒜市民センター
- 野蒜地域交流センター
- 東松島市立宮野森小学校

### 旧駅舎周辺
- 東松島市震災復興伝承館（旧駅舎）
- 宮城県道27号奥松島松島公園線
- のびる屋（ヤマザキショップ）[注 7]
- 東名運河
- 東松島市役所野蒜出張所[注 7]
- 石巻警察署野蒜駐在所
- 余景の松原
- 野蒜海水浴場
- パイラ松島・奥松島ユースホステル[注 7]
- 宮戸島（陸繋島）
- 佐藤山

## 隣の駅
東日本旅客鉄道（JR東日本）
■仙石線
■普通
東名駅 - 野蒜駅 - 陸前小野駅
■■仙石東北ライン
■特別快速
通過
■快速（赤快速）・■快速（緑快速）
高城町駅 - 野蒜駅 - 陸前小野駅

### 記事本文